# Veritat lògica
Una  veritat lògica  és una fórmula ben formada d'un llenguatge formal que és veritable sota totes les interpretacions dels components (diferents de les constants lògiques) d'aquest llenguatge. En alguns contexts, les veritats lògiques es coneixen com a fórmules lògicament vàlides (que tenen  validesa lògica ). Hi ha dues característiques generalment acceptades de les veritats lògiques: que són formals i que són necessàries. Que siguin formals implica que qualsevol instanciació d'una veritat lògica és també una veritat lògica. Que siguin necessàries significa que és impossible que siguin falses, és a dir que en totes les situacions contrafàctiques, les veritats lògiques segueixen sent veritats lògiques.
De vegades es confon a les veritats lògiques amb les tautologies. Les tautologies són les veritats lògiques de la lògica proposicional. Si bé tota tautologia és una veritat lògica, no tota veritat lògica és una tautologia.
Alguns exemples coneguts de veritats lògiques en la lògica proposicional són:
- {\displaystyle \neg (p\land \neg p)}
- {\displaystyle P\lor \neg p}
- {\displaystyle P\leftrightarrow p}

I en la lògica de primer ordre:
- {\displaystyle \forall x\,(Px\lor \neg Px)}
- {\displaystyle \forall x\,(x=x)}
- {\displaystyle \exists x\,(x=x)}

I en la lògica de segon ordre:
- {\displaystyle \forall P(Pa\lor \neg Pa)}
- {\displaystyle \forall P\,\forall x\,(Px\lor \neg Px)}